# Festina (horlogemerk)

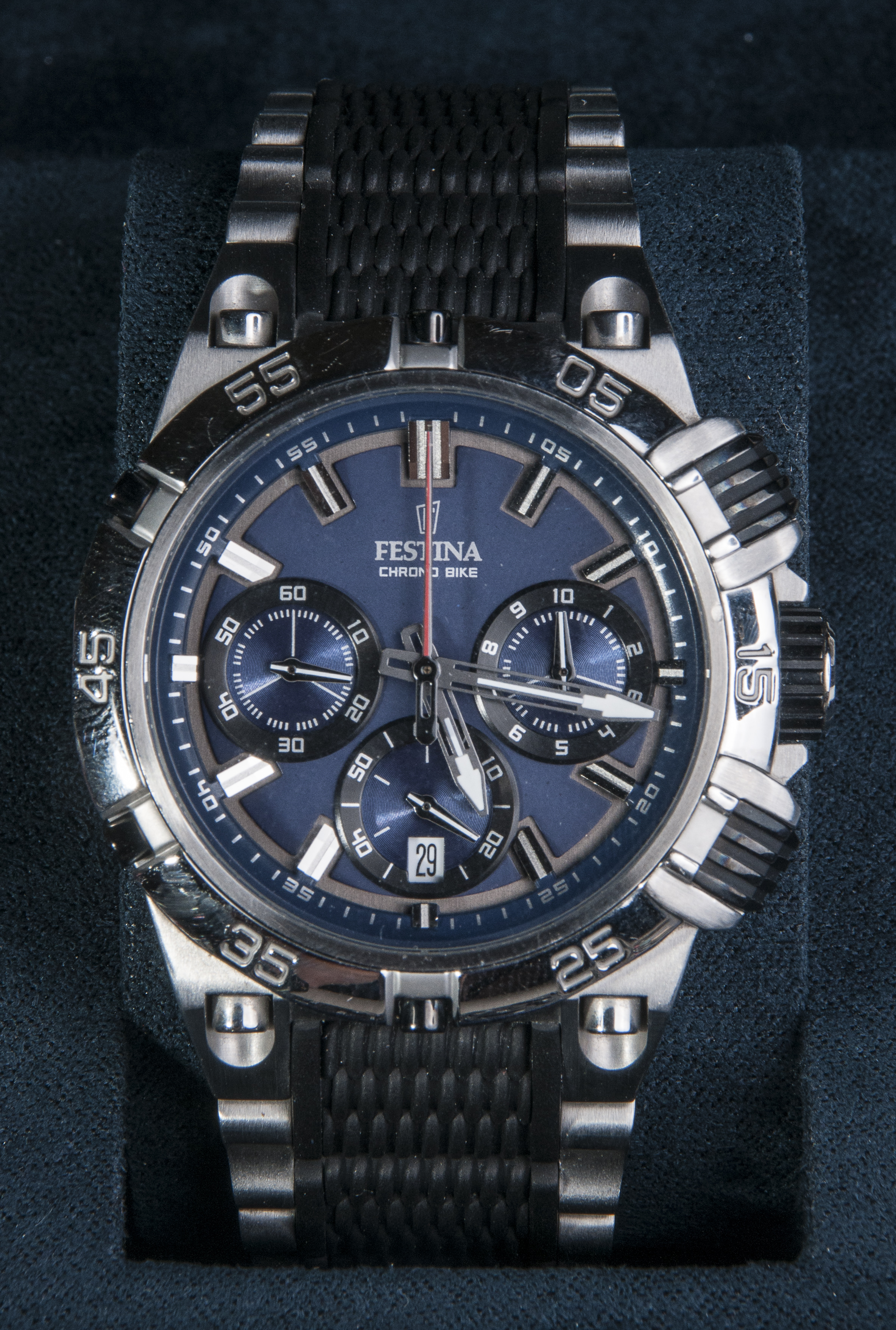
Festina Tour de France 2016

Festina is een Spaans horlogemerk. Het in 1902 in Zwitserland opgerichte bedrijf verplaatste in de Tweede Wereldoorlog het productiehoofdkwartier naar Barcelona in Spanje. In 1984 verwierf de Spaanse zakenman Miguel Rodríguez het merk en de rechten en richtte hij de Festina-Lotus-groep op. Het merk wordt verdeeld in meer dan 90 landen op vijf continenten en heeft 9 dochterondernemingen in Frankrijk, Duitsland, Italië, de Benelux, Zwitserland, Tsjechië, Polen en Chili. 
In 1990 kwam de wielerploeg tot stand die gesponsord werd door het horlogemerk. Deze ploeg kwam in opspraak in de Ronde van Frankrijk 1998 door een dopingschandaal, de Festina-affaire. Na 2001 hield de wielerploeg op te bestaan, maar Festina bleef wel actief in de wielersport als officiële tijdsopnemer in de Ronde van Frankrijk, de Ronde van Italië, de Ronde van Spanje en andere wielerwedstrijden.